# 난잔 대학
난잔 대학(일본어: 南山大学, Nanzan University)은 일본의 가톨릭 계열의 명문사립대학이다. 대학 본부는 아이치현 나고야시 쇼와구(昭和區)에 있다.

## 연혁
난잔 대학의 기원은 독일인 신부 Joseph Reiners이 1932년에 설립한 난잔(南山/남산) 중학교이다. 1946년에 난잔 학원이 난잔 외국어 전문학교(南山外國語專門學校)를 설립하였다. 그 학교가 1949년에 난잔 대학으로 승격하였다.
- 1932년 : 난잔 중학교 설립.
- 1946년 : 난잔 외국어 전문학교 설립 (학과: 영어과, 중국어과).
- 1947년 : 학과 증설: 독어과, 불어과. 나고야 외국어 전문학교(名古屋外國語專門學校)로 개칭.
- 1949년 : 난잔 대학 설립 (학부: 문학부).
- 1952년 : 사회과학부를 설치.
- 1958년 : 대학원 석사 과정을 설치.
- 1960년 : 사회과학부를 경제학부로 개편. 대학원 박사 과정을 설치.
- 1963년 : 외국어학부를 설치.
- 1964년 : 현 나고야 캠퍼스로 이전.
- 1968년 : 경영학부를 설치.
- 1977년 : 법학부를 설치.
- 1995년 : 나고야 성령 단기대학(名古屋聖靈短期大學)을 통합.
- 2000년 : 문학부를 인문학부로 개명.
세토(瀬戸) 캠퍼스에 종합정책학부와 수리(數理)정보학부를 설치.

## 캠퍼스
- 나고야(名古屋) 캠퍼스: 대학 본부 캠퍼스.
아이치현 나고야시 쇼와 구(昭和區) 야마자토초(山里町) 18.
- 세토(瀬戸) 캠퍼스: 종합정책학부, 수리정보학부 캠퍼스.
아이치 현 세토시(瀬戸市) 세이레이초(せいれい町) 27.

## 조직

### 학부
- 인문학부
  - 기독교 학과
  - 인류문화 학과
  - 심리·인간 학과
  - 일본문화 학과
- 외국어학부
  - 영미학과
  - 스페인·라틴 아메리카 학과
  - 프랑스 학과
  - 독일 학과
  - 아시아 학과
- 경제학부
  - 경제학과
- 경영학부
  - 경영학과
- 법학부
  - 법률학과
- 종합정책학부
  - 종합정책학과
- 수리(數理)정보학부
2009년 정보 이공학부로 개명 예정.
  - 정보통신학과
  - 정보 시스템 학과

### 대학원
- 인간문화 연구과
- 국제지역문화 연구과 (석사 과정)
- 경제학 연구과
- 비즈니스 연구과
- 종합정책 연구과
- 수리정보 연구과
- 법무 연구과 (법과대학원)
- 비즈니스 연구과 (비즈니스 스쿨)

### 부속기관
- 도서관
- 인류학 연구소
- 난잔 종교문화 연구소
- 사회윤리 연구소
- 아메리카 연구 센터
- 라틴 아메리카 연구 센터
- 유럽 연구 센터
- 아시아·태평양 연구 센터
- 언어학 연구 센터
- 인간관계 연구 센터
- 경영연구 센터
- 수리(數理)정보 연구 센터
- 인류학 박물관